# Marino Alonso
Marino Alonso Monje (Zamora, 16 novembre 1965) è un ex ciclista su strada spagnolo, professionista dal 1986 al 1998.

## Palmarès

### Strada
- 1987 (Teka, tre vittorie)

2ª tappa Vuelta a los Tres Cantos
2ª tappa Euskal Bizikleta (Durango > Eibar)
7ª tappa Volta a Catalunya (Manresa > Olot)
- 1988 (Teka, due vittorie)

4ª tappa Vuelta a La Rioja (Logroño > Logroño)
Subida al Naranco
- 1989 (Teka, due vittorie)

Classifica generale Vuelta a Murcia
4ª tappa Volta a Catalunya (Tàrrega > Manresa)
- 1990 (Banesto, due vittorie)

4ª tappa  - parte b Vuelta a Cantabria (Sarón > Muriedas)
2ª tappa Euskal Bizikleta (Getxo > Deva)
- 1992 (Banesto, una vittoria)

3ª tappa Vuelta a Asturias (Avilés > Monte Naranco)
- 1993 (Banesto, una vittoria)

4ª tappa Vuelta a España (Salamanca > Avila)
- 1994 (Banesto, tre vittorie)

Trofeo Comunidad Foral de Navarra
Classifica generale Vuelta a Aragón
18ª tappa Vuelta a España (Avila > Palazuelos de Eresma)
- 1995 (Banesto, una vittoria)

Gran Premio de Llodio
- 1997 (Banesto, una vittoria)

2ª tappa Vuelta a los Valles Mineros (Tineo > Grado)

#### Altri successi
- 1988 (Teka)

Gran Premio Caja Cantabria
4ª tappa Vuelta a Burgos (Aranda de Duero, cronosquadre)
- 1995 (Banesto)

Trofeo Luis Ocaña
- 1997 (Banesto)

Trofeo Luis Ocaña

## Piazzamenti

### Grandi Giri
- Tour de France

1990: 96º
1991: 123º
1992: 98º
1993: 72º
1994: ritirato (16ª tappa)
1995: 78º
1996: 66º
1997: 61º
1998: non partito (18ª tappa)
- Vuelta a España

1988: ritirato (16ª tappa)
1989: 28º
1990: 75º
1991: 56º
1992: 94º
1993: 21º
1994: 34º
1995: 46º
1996: 57º
1997: 35º

### Classiche monumento
- Milano-Sanremo

1991: 135º
1992: 198º
- Liegi-Bastogne-Liegi

1990: 82º
1991: 88º

### Competizioni mondiali
- Campionati del mondo

Ronse 1988 - In linea Professionisti: 69º
Stoccarda 1991 - In linea Professionisti: ritirato
Benidorm 1992 - In linea Professionisti: ritirato
Oslo 1993 - In linea Professionisti: ritirato
Agrigento 1994 - In linea Elite: ritirato
Duitama 1995 - In linea Elite: ritirato
San Sebastián 1997 - In linea Elite: 58º
- Giochi olimpici

Atlanta 1996 - In linea: 101º